# Rose City, Texas
Rose City är en ort i Orange County i Texas. Vid 2020 års folkräkning hade Rose City 326 invånare.